# HD 31093
HD 31093 é uma estrela dupla ou múltipla da constelação do Burí.